# Waschhaus (Frémeréville-sous-les-Côtes)

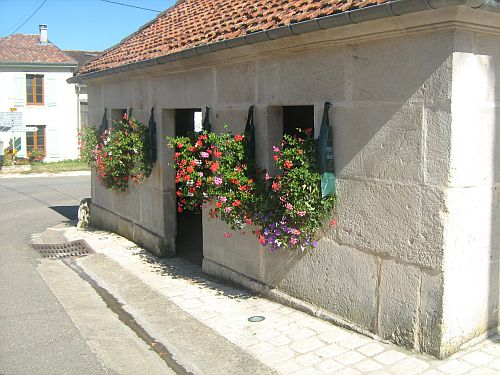
Waschhaus in Frémeréville-sous-les-Côtes

Das Waschhaus (französisch lavoir) in Frémeréville-sous-les-Côtes, einer französischen Gemeinde im Département Meuse in der Region Grand Est, wurde 1830 errichtet. 
Das öffentliche Waschhaus aus Sandsteinmauerwerk mit Zeltdach steht an der Rue haute bei der Kirche St-Étienne. Das Dach ist mit sogenannten tuiles violons gedeckt, die bis zum Ersten Weltkrieg in der Champagne und in Lothringen hergestellt wurden.  